# 曹恩愛
曹恩愛（： Jo Eun Ae；1995年9月10日—），藝名：D.ana，韓國女歌手、饒舌歌手、女子組合SONAMOO成員之一，擔任低音 Rapper、領舞。2014年12月29日以SONAMOO成員身分於韓國正式出道，發行首張迷你專輯《Deja Vu》
。

## 經歷

### 出道前
2011年，受玟、D.ana、宜珍、High.D及New Sun在Bang & Zelo的《Never Give Up》MV中客串。2012年受玟、旼宰、D.ana、宜珍在B.A.P的《STOP IT》MV中客串。宜珍在B.A.P的電視節目《Ta-Dah! It's B.A.P》EP4及EP8中出現。2013年，High.D在Untouchable迷你4輯收錄的《Keep In Touch》以本名到姬合唱。2014年，受玟、娜玹在電視劇《能看見鬼的警察處容》EP4中分別飾演叫鄭妍珠及朴澀琪的女學生。宜珍在Untouchable的《TAKE OUT》音樂節目現場中客串。受玟、娜玹在B.A.P的《1004》MV中客串。

### 2014年
2014年5月29日，TS娛樂公開首名成員娜玹及其個人資料，並表示新女團預計在7月出道。7月2日，公開第二位成員New Sun的個人資料，並表示新女團為8月夏天出道準備中。10月16日，公開第三位成員宜珍的個人資料，同時宣佈新女團團名為SONAMOO，開設官方Facebook及官咖。10月31日，公開第四位成員D.ana的剪影、饒舌自創曲《불 붙여 （页面存档备份，存于）》及其個人資料，並為其向公眾徵求藝名。11月19日，正式公開第四位成員D.ana，並公開更多其個人資料。12月1日，公開SONAMOO的官方網站，並公開一張概念照，除了已公開的成員娜玹，New Sun，宜珍，D.ana外，其餘未公開的三人則以剪影代替，表示SONAMOO共有七名成員。12月5日，公開D.ana及New Sun合作的饒舌自創曲《彷彿穿著盔甲（철갑을 두른 듯）》。12月12日，公開第五位成員High.D翻唱Jennifer Hudson的《And I Am Telling You I’m Not Going》的歌唱片段。12月15日，公開全員及其隊內擔當，並釋出一張古典風概念照。12月16日，全員的基本資料與概念照公開。12月19日，出道預告公開。12月22日，出道首張迷你專輯《Deja Vu》曲目公開，並確定在29日舉辦首次Showcase。12月26日，首張迷你專輯《Deja Vu》同名主打歌《Deja Vu》MV預告公開，以及釋出概念照。12月29日，公開主打歌《Deja Vu》MV，發行首張迷你專輯《Deja Vu》及釋出全輯音源，並於同日舉辦出道SHOWCASE正式出道。

### 2015年
2015年1月2日，於KBS音乐银行以《Deja Vu》一曲正式出道，並陸續於各大音樂節目展開宣傳。1月10日，於首爾汝矣島IFC舉辦第一場粉絲簽名會。2月25日，於MBC Show Champion以首張迷你專輯《Deja Vu》中的가는 거야（Just Go!）作為後續曲回歸舞台，主打明朗、正面的形象。3月3日，SBS MTV每逢週二19時播出一集「SONAMOO的寵物屋」，講述成員與寵物犬同住一室的故事。3月14日，全員飛往日本東京出席「Onitsuka Tiger X Andrea Pompilio 2015-16」時裝秀。3月15日，在日本淘兒唱片澀谷店舉行第一次握手會。4月11日，出道一百天，官方於公司內部舉行一百天出道紀念的迷你粉絲見面會。5月21日，參與在新加坡舉辦的「Music Matters 2015」，表演《Deja Vu》、《Just Go!》、《國民妹妹》等歌曲。5月23日，參與在首爾上岩洞首爾世界杯競技場舉辦的2015夢想演唱會，表演《Deja Vu》。7月1日，官方表示SONAMOO將在7月中回歸，發佈第二張迷你專輯。主打歌將由製作團隊二段橫踢旗下的新星製作人EastWest和說唱歌手uNo參與制作。成員D.ana、New Sun也將參與填詞。7月6日，公開首張回歸預告照，官網頁面更新呈現一輪明月與七個神祕符號。7月7日，公開第二張迷你專輯名稱為《CUSHION》。7月8日，公佈成員受玟、娜玹的個人概念照：7月9日，公開D.ana、New Sun的個人概念照以及開設官方Instagram帳號；7月10日，公佈旼宰、宜珍及High.D的個人概念照。7月13日，公開兩張團體概念照，分別為專輯普通版、特别版的封面照並於13日起開放預購專輯。7月15日，公開新風格的團體概念照以及迷你二輯同名主打歌《CUSHION》的MV預告。7月20日，公開主打歌《CUSHION》MV，並舉辦SHOWCASE。7月22日在節目「Show Champion」表演《CUSHION》初舞台。9月1日，以後續曲《Round N Round（빙그르르）》繼續活動，在SBS「The Show」節目中表演該曲初舞台。

### 2016年
2016年6月10日，公開第三張迷你專輯《I LIKE U TOO MUCH》首波回歸預告照公開。6月14日，公開第三張迷你專輯《I LIKE U TOO MUCH》回歸行程表。6月17日，公佈成員娜玹、宜珍的個人概念照。6月20日，公佈成員 D.ana、旼宰的個人概念照。6月21日，公佈成員 High.D、受玟、New Sun 的個人概念照。6月22日，公佈團體概念照。6月23日，公開第三張迷你專輯《I LIKE U TOO MUCH》的專輯收錄曲精華片段。6月24日，公開第三張迷你專輯《I LIKE U TOO MUCH》的MV預告。6月29日，發行第三張迷你專輯《I LIKE U TOO MUCH》及同名主打歌MV。

### 2017年
2017年1月2日，公開第一張單曲《I Think I Love U (나 너 좋아해?)》封面圖片。1月4日，公布單曲預告片。1月6日，MV預告片發布。1月9日，正式發行第一張單曲及公開主打歌《I Think I Love U》 MV，並舉辦SHOWCASE。

## 音樂作品

### 個人音樂作品
| 2017年 | 9月19日 | Naver TVcast | 《淘氣鬼偵探》  | 作詞並演唱該網路劇OST《I got you》 |
| 2018年 | 9月20日 | Naver TVcast | 《淘氣鬼偵探2》 | 演唱該網路劇OST《Yes (좋아)》      |

## 影視作品

### 固定綜藝節目
| 2015年3月3日－2015年4月21日  | SBS MTV | 《SONAMOO的Pet House》 | 共8集 |
| 2017年5月29日－2017年6月25日 | KBS     | 《偶像戲劇工作團》     |       |

### 其他綜藝節目
請參考：

### 戲劇作品
| 年份 | 電視台       | 劇名            | 角色               | 性質 | 備註 |
| 2016 | Naver tvcast | 《The Miracle》 | Miracle Girls 成員 | 配角 |      |

## 外部連結
- 曹恩愛的X（前Twitter）